# ألويس غوتفريد
ألويس غوتفريد (بالألمانية: Alois Gottfried)‏ هو مبارز بالسيف نمساوي، ولد في 1901، وتوفي في 28 سبتمبر 1996.

## وصلات خارجية
- ألويس غوتفريد على موقع أوليمبيديا (الإنجليزية)